# Isagoge
L'Isagoge (in greco Εἰσαγωγή) o "Introduzione" alle Categorie aristoteliche, scritto da Porfirio in greco, tradotto successivamente in latino da Mario Vittorino e nuovamente tradotto e commentato da Boezio, fu il testo guida della logica medievale per almeno un millennio dopo la morte del suo autore, stimolando la nascita e lo sviluppo della cosiddetta disputa sugli universali.

## Storia e contenuto
Il testo venne scritto da Porfirio in Sicilia fra gli anni 268-270, ed inviato quindi nella città anatolica di Chrysaorium (in Caria), secondo quanto riportato concordemente dagli antichi commentatori di Aristotele Ammonio, Elia (VI secolo) e Davide (VI secolo). 
Il lavoro comprende un'introduzione al problema degli "universali filosofici" e un'opera di classificazione gerarchica (che si rivelò altamente influente) focalizzata sulle coordinazioni e subordinazioni dei "generi" e delle "specie", costruita muovendo dal "genere sommo" e scendendo fino alle "specie infime", secondo un processo dicotomico (per es., la "sostanza" si divide in "corporea" e "incorporea"; quella "corporea" si divide a sua volta in "animata" e "inanimata"; quella "animata" si divide poi in "sensibile" e "insensibile", ecc.).
La traduzione latina di Boezio divenne un testo classico del pensiero medioevale, utilizzato in tutte le scuole ed università europee, ponendosi come pietra miliare dello sviluppo degli studi filosofico-teologici della logica e del problema degli "universali" in filosofia.
Molti autori, come lo stesso Boezio, Averroè, Pietro Abelardo e Duns Scoto, svilupparono delle riflessioni su questo libro. Guglielmo di Ockham lo incorporò nel suo Summa Logicae.

### Versioni
La prima traduzione in latino, di cui rimangono solo frammenti citati da Boezio nel suo commento, fu realizzata da Gaio Mario Vittorino nel IV secolo. Boezio ne tenne conto nella sua traduzione. La più antica traduzione Siriaca nota venne realizzata nel 645 da Attanasio di Balad . Esiste anche un'antica traduzione in lingua armena.
L'Introduzione venne tradotta in lingua araba da ʿAbd Allāh Ibn al-Muqaffaʿ a partire dalla versione siriaca. Con il titolo arabizzato in Isāghūjī rimase a lungo il testo classico per gli studi della logica nel mondo musulmano, e come tale influenzò gli studi della teologia, della filosofia, della grammatica e della giurisprudenza. 
Oltre agli adattamenti ed alle epitomi di questo lavoro, molte opere sulla logica di filosofi musulmani vennero similmente intitolate Isāghūjī. Le riflessioni di Porfirio sull'accidente in filosofia innescarono un lungo dibattito sull'applicazione dell'accidente e dell'essenza.

### L'Albero Porfiriano
Nei testi medievali, l'importante Albero di Porfirio illustrava la sua classificazione logica della "sostanza". Ancora oggi, la tassonomia beneficia dei concetti contenuti nell'Albero di Porfirio, adottati nella classificazione degli organismi viventi (vedi cladistica).

### Il problema dell'Universale
L'Isagoge è celebre per aver stimolato il dibattito medievale sullo statuto filosofico degli Universali. Porfirio scrisse:
Anche se Porfirio in seguito non menzionò più il problema, la sua formulazione costituisce la parte più influente del suo lavoro, dato che erano queste domande che costituirono la base dei dibattiti medievali sullo statuto degli Universali: l'universale esiste nella mente, o nella realtà? Se è nella realtà, è una cosa fisica o no? Se è fisica, ha un'esistenza separata dal corpi fisici, o è parte di essi?